# Accademia teatrale veneta
L'Accademia teatrale veneta è un'accademia d'arte drammatica italiana, con sede a Venezia presso il teatro Junghans.
La direzione didattica è affidata a Renato Gatto.
I corsi di studio, garantiti da personale docente italiano e straniero, sono esclusivamente per attori e prevedono due anni di formazione più un terzo anno di specializzazione dedicato all'avviamento professionale.
Fondata nel 2007, è un organismo di formazione professionale accreditato dalla regione Veneto e consegna, al termine del percorso, un attestato di qualifica professionale.
Intrattiene rapporti di collaborazione con istituzioni culturali quali Prima del Teatro, l'European School for the Art of the Actor, la Civica Scuola di Teatro Paolo Grassi, la Fondazione Teatro La Fenice e la facoltà di design e arti dell'Università IUAV.